# Triclorură de azot
Triclorura de azot este o combinație a azotului cu clorul cu formula chimică NCl3. Este un lichid galben, uleios și exploziv.

## Proprietăți

### Fizice
Are punctul de topire -40°C iar cel de fierbere e 70°C.

### Chimice
Triclorura de azot este un compus foarte reactiv. Adesea, azotul este considerat a avea starea de oxidare de 3+ în acesta, iar atomii de clor în starea de oxidare -1. În urma hidrolizei substanței cu apa fierbinte rezultă amoniac și acid hipocloros:
{\displaystyle \mathrm {NCl_{3}+3H_{2}O\longrightarrow NH_{3}+3HClO} }
De asemenea, este explozivă, valoarea mărimii entalpie de formare standard pentru această substanță fiind de 232 kJ / mol. Se poate descompune direct în azot și clor:
{\displaystyle \mathrm {2NCl_{3}\longrightarrow N_{2}+3Cl_{2}} }

## Obținere
Triclorura de azot se obține prin trecerea unui curent de clor printr-o soluție concentrată de amoniac, auzindu-se aud pârâituri și observându-se scântei mici la fiecare bulă de gaz care ajunge în lichid, după reacția:
{\displaystyle \mathrm {4NH_{3}+3Cl_{2}\longrightarrow NCl_{3}+3NH_{4}Cl} }
Combinarea clorului cu amoniac poate conduce fie la triclorură de azot și clorură de amoniu, fie la azot și clorură de amoniu funcție de concentrații și temperatură.